# Tàngara de Parodi
La tàngara de Parodi (Kleinothraupis parodii) és un ocell de la família dels tràupids (Thraupidae).

## Hàbitat i distribució
Habita les espesures de bambú, bosc humid i praderies altes als Andes, del sud-est del Perú.